# Leptogenys excellens
Leptogenys excellens är en myrart som beskrevs av Bolton 1975. Leptogenys excellens ingår i släktet Leptogenys och familjen myror. Inga underarter finns listade i Catalogue of Life.